# Chaerophyllum novae-zealandiae
Chaerophyllum novae-zealandiae är en flockblommig växtart som beskrevs av K.F. Chung. Chaerophyllum novae-zealandiae ingår i släktet rotkörvlar, och familjen flockblommiga växter. Inga underarter finns listade i Catalogue of Life.